# Ajla Tomljanović
Ajla Tomljanović, född 1993, är en australisk tennisspelare.
Hon föddes i Zagreb och spelade ursprungligen för Kroatien i internationella tävlingar. Januari 2018 beviljades hon medborgarskap i Australien och representerar sedan dess det landet.